# 黑森-达姆施塔特伯国
黑森-达姆施塔特伯国（德語：Landgrafschaft Hessen-Darmstadt）或黑森-达姆施塔特方伯国，是神圣罗马帝国内的一个邦国，黑森-达姆施塔特是黑森王朝的分支统治。1567年，黑森伯国伯爵腓力一世逝世，他的四个儿子均分了领土。黑森-达姆施塔特以达姆施塔特作为首都，黑森王朝的分支就被称为黑森-达姆施塔特伯国。拿破仑战争爆发后，神圣罗马帝国于1806年解散，黑森-达姆施塔特伯国升格为黑森大公国。

## 地理
伯国的领土包括施塔尔肯堡南部与达姆施塔特，和上黑森的北部，以及阿尔斯费尔德、吉森、格林贝格，格拉登巴赫的西北内陆， 比登科普夫、巴滕贝格 ，以及地处下黑森的飞地。

## 历史
1567年，黑森伯爵腓力一世去世，他的四子格奧爾格继承了黑森伯国境内前卡策内尔恩博根伯爵领的土地，是为黑森-达姆施塔特伯国。格奧爾格的长兄威廉四世继承了黑森-卡塞尔伯国，二哥路德維希四世得到黑森-马尔堡伯国，三哥腓力二世则成为黑森-莱茵菲尔斯的领主。

### 黑森战争
1583年，菲利普二世无嗣而终，黑森-莱茵菲尔斯支绝嗣。1604年，路易四世也于马尔堡城堡无嗣而终。加尔文主义与路德宗之间的信仰之争伴随着黑森-卡塞尔与黑森-达姆施塔特之间对兄弟领地的继承争议，并导致了长达数十年的对立。为了对抗黑森-卡塞尔伯爵莫里茨所建立的加尔文宗马尔堡大学，莫里茨的表兄，即黑森-达姆斯塔特伯爵路德維希五世在1607年建立了路德宗吉森大学。
三十年战争期间，黑森的继承争议愈发激烈。黑森-卡塞尔选择站在新教联盟一边，而黑森-达姆施塔特选择支持哈布斯堡皇帝。黑森-霍姆堡伯国和黑森-罗滕堡伯国分别在1622年和1627年脱离了黑森-达姆施塔特。尽管黑森-达姆施塔特和黑森-卡塞尔在1627达成协议，但冲突很快再燃，并导致了一系列战斗在1645年爆发，特别是帝国军围攻多斯滕，和黑森-卡塞尔女摄政阿玛丽·伊丽莎白对马尔堡的围攻。黑森-卡塞尔与黑森-达姆施塔特的冲突最终于1648年威斯特伐利亚和约签订前夕得到解决。这离黑森伯国一分为四已经过去八十多年了。大部分有争议的上黑森领土（包括马尔堡）被划给了黑森-卡塞尔，而黑森-达姆施塔特则保留了吉森和比登科普夫。

### 18世纪
1736年，黑森-达姆施塔特继承了绝嗣的哈瑙-利希滕贝格伯爵领，再次引发了与长支黑森-卡塞尔之间的争议。1803年，黑森-达姆施塔特透过德意志教会的世俗化运动获得了大量领土，其中最引人注目的是前属威斯特法伦公国的科隆大主教领、美因茨大主教领和沃尔姆斯采邑主教区。
1806年，神圣罗马帝国解散。黑森-卡塞尔（此时已升格为黑森选侯国）的选候威廉一世的领地被拿破仑夺取。黑森-达姆施塔特伯爵路德维希十世加入了莱茵邦联，称黑森大公路德维希一世。黑森-达姆施塔特伯国也升格为黑森大公国。

## 参看
- 黑森统治者列表